# Вальберг, Петер Фредрик
Петер Фредрик Вальберг (швед. Peter Fredrik Wahlberg; 19 июня 1800, Гётеборг — 22 мая 1877, Стокгольм) — шведский учёный, энтомолог, ботаник, педагог, доктор медицины (1827), профессор Стокгольмского университета.

## Биография
Сын крупного торговца. Старший брат Юхана Аугуста Вальберга.
Образование получил в Уппсальском университете. В 1824 году окончил университет с дипломом магистра философии. В 1827 году получил степень доктора медицины. В 1830 году стал членом Королевской шведской академии наук, с 1848 по 1866 год — секретарь академии.
Вместе с Андерсом Ретциусом в 1831 году принимал участие в создании Шведской сельскохозяйственной академии, в 1832—1839 годах был её секретарем, с 1864 года — почётный член. Участвовал также в создании Общества распространения полезных знаний (1833).
С 1836 года работал в Каролинском медицинском институте, профессор (1836—1865). В 1837 году одновременно преподавал в Институте фармацевтики, с 1845 по 1862 год работал там же преподавателем фармацевтики и естественной истории фармацевтики.
Совершил несколько научных экспедиций в разные части Швеции, в том числе в Лапландию (1843, 1845 и 1847). Сопровождал Вильгельма фон Хизингера в Норвегию в 1822 году для ботанических наблюдений, побывал в нескольких странах Центральной и Южной Европы.
Занимался главным образом исследованиями в области ботаники, а также энтомологией.
Автор ряда научных трактатов, таких как Flora gothoburgensis (1822), и прикладных, написал несколько работ для Шведской академии наук и сельскохозяйственной академии, а также для шведских и зарубежных научных журналов.
Умелый иллюстратор, оформил «Шведскую ботанику» Йохана Вильгельма Палмструха.
Член нескольких шведских научных и зарубежных обществ.

## Избранные публикации
- Flora gothoburgensis (1820—1824),
- Anvisning till de svenska pharmaceutiska växternas igenkännande (1826—1827),
- Svenska trädgårdsföreningens årsberättelser (1834—1839),
- Anvisning till svenska foderväxternas kännedom (1835),
- Om Rhaphium flavipalpe Zett. fvers. K. Vetenskapsakad. Forh. 1: 37-38 (1844),
- Bidrag till kännedomen om de nordiska Diptera. Öfversigt af Kongl. Vetenskapsakademien Förhandlingar, Stockholm. 11. 211—216. (1854).

## Память
В честь шведского ботаника назван остров Wahlbergøya в проливе Хинлопена в Северном Ледовитом океане, в норвежском архипелаге Шпицберген, который разделяет острова Северо-Восточная Земля и Западный Шпицберген.